# ألان براون (لاعب كريكت بريطاني)
ألان براون (1 أبريل 1933 في المملكة المتحدة - 23 أغسطس 2013) (بالإنجليزية: Alan Brown) هو لاعب كريكت بريطاني. لعب مع المقاطعات الوطنية للكريكيت الإنجليزي والويلزي ‏ وNorthumberland County Cricket Club ‏.

## وصلات خارجية
- ألان براون (لاعب كريكت بريطاني) على موقع إي آس بي آن كريك إنفو (الإنجليزية)